# Шаміль Алядін
Шаміль Алядін (12 липня 1912, Махульдюр — 21 травня 1996, Сімферополь) — кримськотатарський письменник, поет та громадський діяч.

## Біографія
Народився 12 липня 1912 року в Махульдурі (нині Нагірне) у селянській родині, в якій крім нього були ще три сини і дві дочки. У 1928—1931 рр. навчався у Сімферопольському педагогічному технікумі, де познайомився з поетами Зіядіном Джавтобелі та Керімом Джаманакли. Заочно навчався у Літературному інституті імені Горького. В 1932—1934 рр. проходив службу у радянському війську у Старокостянтинові. Працював шкільним вчителем в Дагестані, екскаваторщиком в Узбекистані. В 1941 р. іде добровольцем на війну, важко поранений у 1943 р. В 1944 році депортований до Узбекистану, де згодом працює директором Театру юного глядача, директором палацу залізничників, відповідальним секретарем правління Союзу письменників Узбекистану. В 1953—1957 рр. навчається на вечірньому відділені Ташкентського педагогічного інституту. Робить спроби звернення до влади про повернення кримських татар на батьківщину. 1985 року виходить на пенсію, а у 1994 році повертається до Криму. Помер 21 травня 1996 року в Сімферополі. Похований на кладовищі Абдал

## Літературна діяльність
Перший вірш п'ятнадцятирічного поета був опублікований в газеті «Яш къувет» і був присвячений Ісмаїлу Гаспринському. 1932 р. випустив першу книжку віршів «Посміхнулась земля, посміхнулось небо». В 1939 р. стає головою Союзу письменників Криму. Цього ж року переклав «Заповіт» Тараса Шевченка, за що був нагороджений пам'ятною медаллю після прочитання вірша Павлом Тичиною на пленумі Спілки письменників СРСР. В 1980—1985 рр. очолював літературний журнал «Їлдиз». Автор понад 70 книг прози.

## Твори
- Сайлама эсерлер. Эки томлыкъ: Т. 1-2: 2-нджи том: Повестьлер ве икяелер / Ш. Алядин. — Ташкент: Эдебият ве санъат нешр., 1977. — 312 с.
- Сайлама эсерлер / Ш. Алядин. — Симферополь: Спутник, 2004. — 377 с. : ресм.
- Сайлама эсерлер = Избранные произведения / Ш. Алядин. — Симферополь: Къырымдевокъувпеднешир, 1999. — 624 с. : фотосурет.
- Теселли: повесть / Ш. Алядин; пер. с крымскотат. — Москва: Сов. писатель, 1985. — 368 с.
- Я — ваш царь и бог: автобиогр. повесть / Ш. Алядин. — Симферополь: Спутник, 2004. — 104 с: фото.
- І народився день : збірка / Ісмаїл Гаспринський, Номан Челебіджіхан, Осман Акчокракли, Асан Сабрі Айвазов, Дженгіз Дагджи, Юсуф Болат, Шаміль Алядін, Уріє Едемова, Шевкет Рамазанов, Ервін Умеров, Таїр Халілов; пер. Майє Абдулганієва, Надія Гончаренко, Диляра Абібулаєва, Віктор Гуменюк, Данило Кононенко, Петро Коробчук, Шахсніє Дегерменджи, Таміла Сеітяг'яєва, Володимир Даниленко, Лідія Любимова. - Київ : Майстер книг, 2018. - 360 с. - (Кримськотатарська проза українською). - ISBN 9786177652013[1].
- Мердивен / Шаміль Алядін. - Київ : Майстер книг, 2019. - 352 с. - (Кримськотатарська проза українською). - ISBN 9786177652174.